# Лихачёв, Андрей Фёдорович
Андрей Фёдорович Лихачёв (4 [16] июля 1832, село Полянки, Спасский уезд, Казанская губерния — 11 [23] августа 1890, имение Берёзовка, Спасский уезд, Казанская губерния) — русский археолог и нумизмат, действительный член Императорского Русского археологического общества (1886). Происходил из казанской ветви рода Лихачёвых, окончил естественное отделение Казанского университета. Прослужив некоторое время в канцелярии казанского губернатора, в 1860—1880-е годы А. Лихачёв вёл жизнь затворника и занимался коллекционированием археологических предметов и западноевропейского искусства. Он считается первооткрывателем памятников неолита и бронзового века на территории Поволжья, участник четырёх всероссийских археологических съездов (1, 2, 4 и 6-го). Выдвинул теорию происхождения татарского народа, основанную на преемственности булгарской и татарской культур, но она не была оценена современниками. Собранная им коллекция произведений искусства стала основой фондов Национального музея Республики Татарстан и Государственного музея изобразительных искусств.
По мнению казанского археолога К. А. Руденко, главной заслугой А. Ф. Лихачёва является то, что он на всероссийском уровне показал возможности и достижения провинциальной науки.

## Происхождение
В России существовало несколько ветвей рода Лихачёвых, ведущего начало с XV века. В Казани первым оказался дьяк Фёдор Фёдорович Лихачёв, принимавший участие в Земском соборе 1613 года. За свои труды «в розруху» Ф. Ф. Лихачёв в 1614 году был назначен казанским воеводой.
Родоначальником казанской ветви рода Лихачёвых считается Логин Иванович Лихачёв (умер в 1760 году) — прапрадед А. Ф. Лихачёва. Он был сыном дворянина московского, в документах впервые упоминается в 1754 году при покупке села Полянки Спасского уезда Казанской губернии (в настоящее время — в Спасском районе Татарстана). В то время Л. И. Лихачёв пребывал в чине поручика лейб-гвардии Семёновского полка. Женат он был на Марии Яковлевне Новосильцевой, благодаря чему Лихачёвы породнились с известными российскими родами Змеевых, Борятинских, Соковниных и другими. В 1756 году Л. И. Лихачёв получил звание подполковника и назначение в казанский гарнизон Свияжского пехотного полка. Именно он приобрёл в городе Казани участок под постройку семейного дома, который, однако, был возведён позднее. 

Усадьба Лихачёвых в селе Никольское-Полянки. Вид со стороны Волги. Фото 1880-х годов. Усадьба была разорена в 1930-е годы, а после строительства Куйбышевского водохранилища в 1954—1956 годах полностью ушла под воду

Потомки Л. И. Лихачёва традиционно состояли на военной службе. Прадед, Александр Логинович (1753—?) — подпоручик в отставке, в 1807—1809 годах был мамадышским уездным предводитеем дворянства. Отец А. Ф. Лихачёва — Фёдор Семёнович (1795—1835) — служил в пехотном полку в Санкт-Петербурге, дослужившись до звания ротмистра. После женитьбы на Глафире Ивановне Панаевой (сестре и тётке известных русских поэтов Панаевых) он оставил службу по настоянию супруги. В браке он имел шестерых детей — Ивана, Екатерину, Логина, Бориса, Андрея и Петра. Ф. С. Лихачёв, несмотря на молодой возраст, был избран предводителем дворянства Спасского уезда. Он был известен как собиратель и коллекционер преимущественно оружия; интересовался также книгами и картографическими материалами. Фёдор Семёнович Лихачёв скончался в возрасте 40 лет (14 октября 1835 года) от пневмонии.
Г. И. Лихачёва сумела справиться с управлением семейным состоянием. По данным 1858 года, имение Полянки включало 5054 десятины земли, 1231 душу крепостных крестьян (140 дворов, в среднем 4,5 десятины на каждый). Помещичья запашка — 600 десятин, имелись конный завод и ферма по разведению овец (100 голов). Заливные луга и сенокосы сдавались в аренду. На оброк были отпущены 8 крестьян, которые занимались рыбной ловлей, приносившей до 150 рублей серебром в год. Лихачёвым принадлежали пристань Источная на Волге и шесть амбаров, которые также сдавались. В селе Полянки имелся базар, функционировавший по пятницам.

## Становление

Г. И. Лихачёва — мать Андрея Фёдоровича, в 1820 году. Репродукция портрета И. И. Журавлёва, выполненного с акварели

Андрей Фёдорович Лихачёв родился 4 (16) июля 1832 года в имении Полянки, где прошли его детство, отрочество и юношеские годы. Пятый ребёнок и четвёртый сын в семье, в возрасте трёх лет он лишился отца и воспитывался матерью. По мнению родных, из всех детей Ф. С. и Г. И. Лихачёвых именно Андрей унаследовал отцовский характер. Начальное и среднее образование он, как и все дети Лихачёвых, получил в родном имении. Домашним учителем всех пятерых братьев был выпускник Петербургского университета Константин Кузнецов. Старших сыновей готовили к карьере морских офицеров, средних — в артиллерийское училище, слабый здоровьем Андрей был предназначен к гражданской службе. Дома он изучал математику (арифметику, геометрию и алгебру), немецкий язык, всеобщую историю и географию. Ещё в раннем возрасте он начал писать стихи, делал переводы с немецкого языка.
В 1848 году 16-летний Лихачёв поступил в Императорский Казанский университет — на физико-математический факультет по разряду естественных наук. Двумя годами ранее туда же поступил его старший брат Борис, но через год оставил занятия. Из родового имения Андрей переехал в Казань в каменный дом на Ново-Комиссариатской улице, который в 1862 году перешёл в его собственность. Учившийся вместе с ним Э. П. Янишевский позднее вспоминал, что «…это был отличный товарищ, весьма неглупый, но в полном смысле слова шалопай, ничего не делавший». В 1849—1850 учебном году студент Лихачёв не выдержал испытания по богословию, и такое повторялось неоднократно. В эти годы он составил коллекцию насекомых, однако больше всего его привлекали нумизматические собрания Казанского университета, особенно восточные, поэтому Лихачёв самостоятельно стал заниматься арабским и персидским языками. Университетский курс Андрей Лихачёв окончил со званием действительного студента в 1853 году.

## Зрелые годы
По выпуску из университета А. Ф. Лихачёв поступил на службу в канцелярию казанского губернатора, по делам службы в 1857 году совершил поездку в Екатеринбург. В 1858 году вышел в отставку по состоянию здоровья в чине коллежского секретаря. Более он нигде и никогда не служил, жил большей частью в Казани, изредка выезжая к матери и младшему брату Петру, которые оставались в имении Полянки. В 1859 году он совершил путешествие по Европе, побывав в Париже и Ницце. По сообщению его сына Александра, А. Ф. Лихачёв ещё трижды ездил в Европу на лечение в период с 1862 по 1875 годы. В 1862 году Г. И. Лихачёва разделила состояние между детьми и удалилась в Свияжский монастырь; Андрею Фёдоровичу достались имение Берёзовка (там располагался летний дом) в Спасском уезде, напротив Полянок (ныне на территории Ульяновской области), и каменный дом в Казани на Ново-Комиссариатской улице. Родным не удалось привить ему вкуса к светской жизни; избрав своим занятием нумизматику и археологию, А. Ф. Лихачёв стал вести крайне замкнутый образ жизни, он неохотно заводил новые знакомства и отказался от вступления в брак.
Все биографы Лихачёва отмечали, что интерес его к коллекционированию и археологии возник со знакомства с историческими развалинами древнего Булгара, в 25 км от которых располагалось родное село Лихачёва. К началу 1860-х годов самостоятельно собираемая коллекция древностей, преимущественно из городищ Булгара и Биляра, стала одной из достопримечательностей Казани.

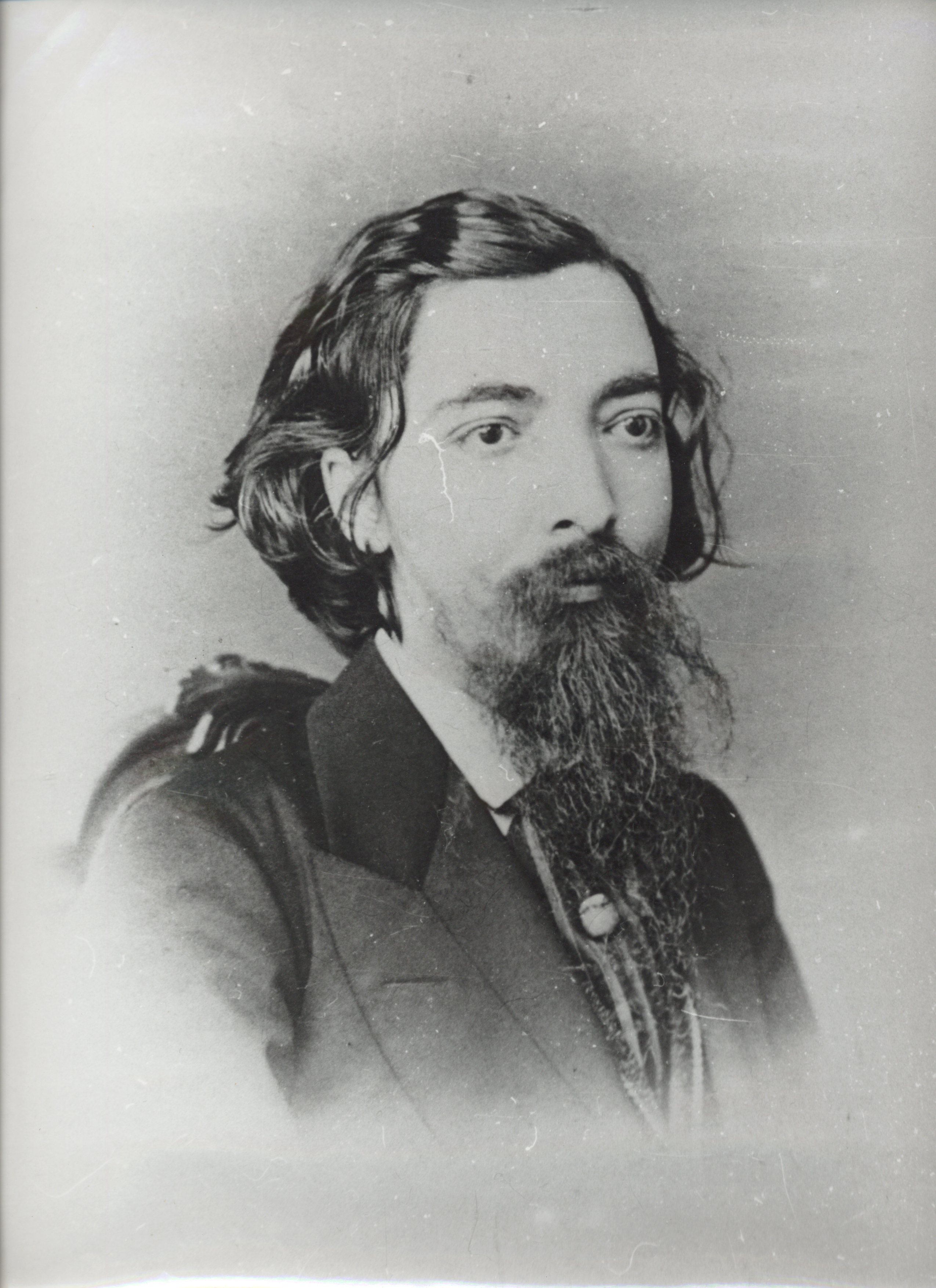
А. Ф. Лихачёв в 1870-е годы

В 1865 году в Казань прибыл П. И. Лерх, которому было поручено изучать находки каменных орудий в Вятской губернии. После знакомства с коллекцией Лихачёва Лерх добился его избрания в Императорское Русское археологическое общество, членом-корреспондентом которого Андрей Фёдорович стал с 11 октября 1865 года. Знакомство с Лерхом обратило Лихачёва к проблемам каменного века, он начинает выписывать книги и составлять обширные конспекты трудов Э. Тайлора, Ч. Лайеля, Л. Буржуа, Г. Мортилье, и других. В 1871 году ко II Всероссийскому археологическому съезду А. Ф. Лихачёв приготовил реферат, в котором, опираясь на материалы своей коллекции, заявил о существовании в Среднем Поволжье памятников каменного и бронзового веков, а не только мусульманского периода, как считалось ранее. Однако почти все его работы на эту тему остались неопубликованными.
С коллекцией Лихачёва одним из первых познакомился В. Г. Тизенгаузен, побывавший в Казани в 1866 году в составе Археологической комиссии. Именно благодаря заметке Тизенгаузена лихачёвская коллекция получила известность в среде профессионалов, многие гости Казани стремились увидеть её. Переписка с Тизенгаузеном побудила А. Ф. Лихачёва, наряду с первобытной историей, заняться и средневековой историей и археологией Поволжья. Тизенгаузен также заказал Лихачёву зарисовки археологических памятников Булгара; Лихачёв обратился к выпускнику Академии художеств — Ивану Игнатьевичу Журавлёву (1833—1884), которому покровительствовал. К февралю 1867 года было готово 9 листов с зарисовками, предполагалось издание специального альбома. В 1868 году в казанской типографии Тилли были литографированы несколько листов, которые должны были составить археологический атлас, который так и не увидел света. Всего было изготовлено 29 литографических листов; одобренные цензурой в 1868 году, они были напечатаны только в 1923 году тиражом 100 экземпляров. В тот же период Лихачёв приступил к написанию «Истории Великой Булгарии», над которой трудился, по крайней мере, до 1886 года; однако и эта работа осталась незаконченной и неизданной. Всего существовало не менее четырёх вариантов рукописи.
Первая опубликованная научная работа А. Ф. Лихачёва была основана на монетном материале и вышла в «Известиях Русского археологического общества» в 1868 году. В освоении арабо-персидской и татарской эпиграфики ему помогал известный учёный И. Ф. Готвальд. На второй Всероссийский археологический съезд он представил обширный доклад «Бытовые памятники Великой Булгарии», в котором познакомил участников съезда с археологическими материалами Среднего Поволжья. Лично присутствовать на съезде Лихачёв не смог из-за нездоровья, хотя его имя было упомянуто в составе участников.
Во многом благодаря усилиям А. Ф. Лихачёва IV Всероссийский археологический съезд прошёл в Казани (1877 год), сам он вошёл в состав Предварительного комитета. В программу съезда был включён вопрос о наличии в Казанской губернии пещер, служивших жилищами в первобытную эпоху. В 1878 году при Казанском университете было организовано Общество археологии, истории и этнографии. Андрей Фёдорович Лихачёв принял деятельное участие в его создании и вошёл как член-основатель в совет общества вместе с такими учёными, как П. А. Пономарёв, А. А. Штукенбекер, Н. Ф. Высоцкий. После создания Общества, в 1878 и 1879-е годы, Лихачёв начинает археологическую разведку наличия следов каменного века в окрестностях Казани. Его находки ныне именуются Бакалдинскими стоянками I и II и Кукушкинской стоянкой. Раскопками как таковыми он не занимался и свои сборы артефактов характеризовал как «вытаскивание» — то есть выдёргивание объектов из размывов или обрывов. Раскопки в большинстве случаев вели нанятые люди, которые работали в указанных им местах. Археологические экскурсии А. Ф. Лихачёва не сопровождались ни полевыми описаниями, ни научными отчётами. Тем не менее, 20 мая 1886 года Лихачёв был принят действительным членом Русского археологического общества.

## Поздние годы

Семейное фото. До 1879

Женился А. Ф. Лихачёв 22 октября 1876 года в возрасте 44 лет — на 16-летней Раисе Ивановне Трофимовой (1860—1929); свидетельств об обстоятельствах этого брака не сохранилось. За четырнадцать лет супружества родились две девочки и четверо мальчиков: Александр, Фёдор, Алексей, Иван; обе дочери в 1885 году скончались от дифтерии. Став семейным человеком, А. Ф. Лихачёв не изменил привычного образа жизни и продолжал заниматься коллекционированием. Его сын отмечал, что «через руки Андрея Фёдоровича прошли едва ли не все более или менее интересные находки того времени». Пути пополнения коллекции были самыми разными: от случайных находок крестьян в окрестностях родового имения, археологических раскопок до регулярных посещений татарских старьёвщиков и антикваров. Для монетной коллекции имели значение несколько цельных кладов, которые Лихачёву удалось приобрести или, по крайней мере, описать. После кончины известного казанского нумизмата В. К. Савельева Лихачёв в 1884 году приобрёл бо́льшую часть его коллекции — 1253 единицы, в результате ему удалось составить целостное собрание джучидских монет. Эта коллекция привлекла его внимание ещё в 1860-е годы. Лихачёв готовил обширный каталог джучидских монет, но и эта работа так и не была доведена до конца.
Научные взгляды Лихачёва к 1880-м годам окончательно оформляются в единое целое. Основной круг его интересов по-прежнему составляли история Волжской Булгарии и археология каменного века в Поволжье, но он деятельно собирал этнографические коллекции, хотя по этнографии так и не написал ни одной работы. Более двух десятилетий он посвятил написанию «Истории Великой Булгарии», полемизируя с Ю. Венелиным, который отстаивал идею славянского происхождения булгар (а точнее, тождества волжских и дунайских болгар). Сам А. Ф. Лихачёв полагал, что булгары произошли от уйгур, одно из племён которых именовалось «булгарами». Первоначально он полагал, что основание государства у булгар относится к V веку, но потом скорректировал взгляды и отнёс этот процесс к VIII веку. Он во многом идеализировал хазаро-булгарские отношения, а также заявлял, что «государственный быт Великой Булгарии был устроен на федеративных началах». Также ему удалось по нумизматическим данным установить преемственность правителей Булгара. Своеобразными были также его взгляды на культуры каменного, бронзового и железного века — А. Ф. Лихачёв писал, что бронзовый век в Поволжье был крайне коротким, а культуры бронзового века никогда не распространялись за правый берег Камы. Ананьинский могильник относил к культуре, переходной от бронзового к железному веку.
В 1880-е годы состояние здоровья А. Ф. Лихачёва непрерывно ухудшалось, в ноябре 1889 года его поразил апоплексический удар, парализовавший всю правую половину тела. Более он был не в состоянии писать; к лету следующего года развилось воспаление почек. Он скончался в имении Берёзовка 11 августа 1890 года в возрасте 58 лет, похоронен был в родовом имении Полянки в ограде церкви, рядом со своим отцом. Могила долгое время считалась утраченной, но в 2000-е годы была обнаружена вновь. Кончина его прошла совершенно незамеченной — не вышло ни одного некролога ни в казанской, ни в столичной прессе. Обзор творчества и одновременно некролог был опубликован только в 1895 году Н. П. Загоскиным.

## Коллекция и наследие

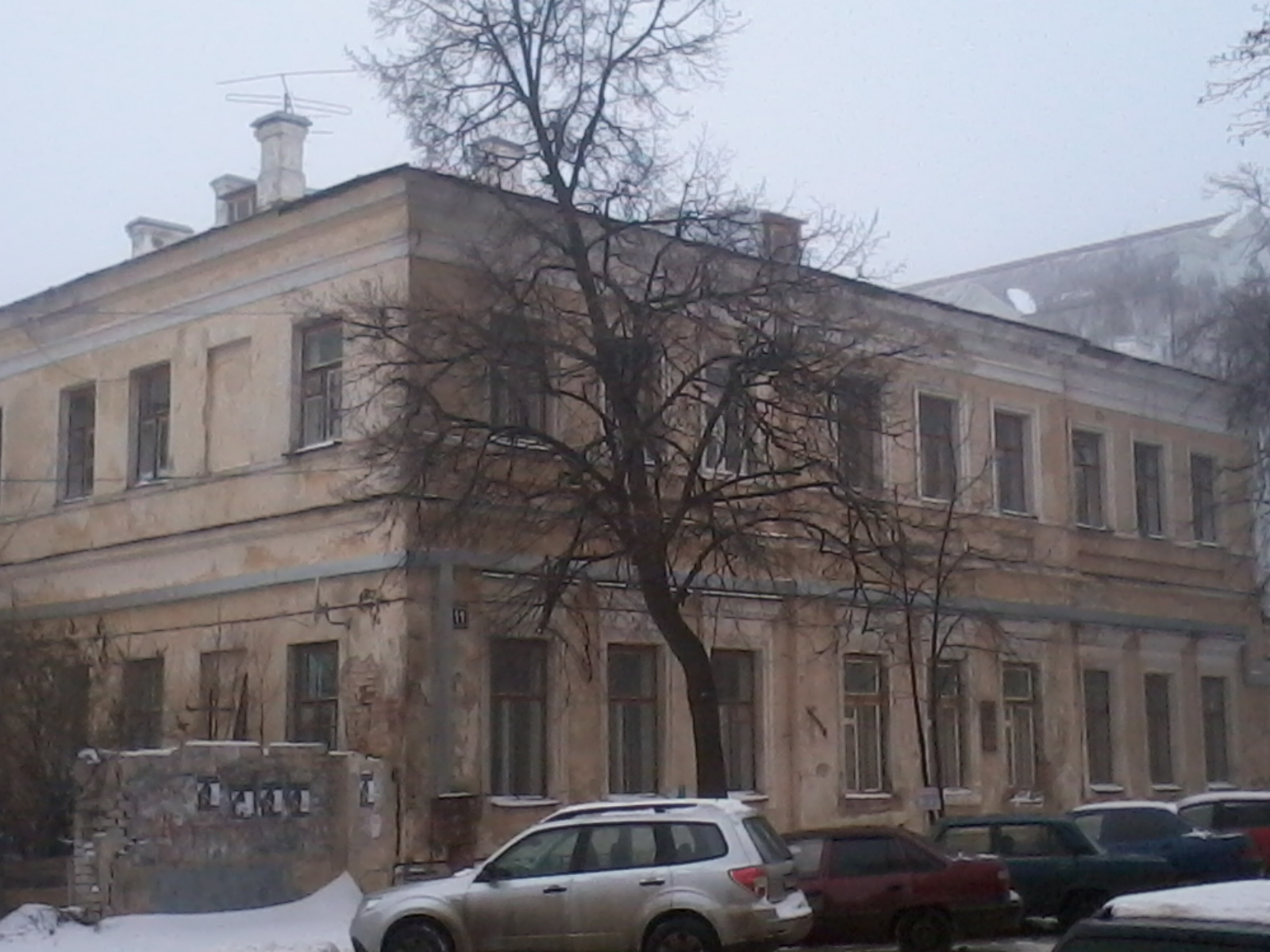
Дом А. Ф. Лихачёва в Казани. Фото декабря 2012 года

Лихачёв с раннего возраста интересовался искусством; во время посещения Петербурга делал зарисовки с картин и скульптур, экспонированных в Эрмитаже. На протяжении многих лет Лихачёв общался с художниками, в том числе с И. И. Журавлёвым, родом из Уфимской губернии. В 1861—1865 годах, когда Журавлёв получал художественное образование в Петербурге, Лихачёв оказывал ему материальную поддержку. Через Журавлёва он познакомился с И. И. Шишкиным, П. Ремером и А. Гине, Журавлёв служил также посредником в поиске и приобретении картин для художественной коллекции.
Коллекции Лихачёва располагались в его доме на Ново-Комиссариатской улице, заполняя все помещения и доставляя массу хлопот домочадцам. Однако собрание поддерживалось в образцовом порядке, например, археологические материалы, особенно мелкие — отдельные бусины, прочие украшения, — крепились на листы картона стандартного размера (9 × 14 см), нумеровались и подписывались. На каждый объект писалась краткая аннотация и, если была возможность, — ссылки на литературу. Если материалы коллекции использовались в публикациях, на них делалась соответствующая отсылка.
Лихачёвского каталога художественной коллекции не сохранилось, однако в 1895 году Л. О. Сиклер (университетский лектор французского языка) издал «Краткий указатель коллекции А. Ф. Лихачёва в Казанском городском музее», который без существенных изменений переиздавался в 1899, 1901, 1903 и 1905 годах. Для описания коллекции был также привлечён И. Ф. Готвальд. Л. О. Сиклер также составил «Краткий указатель картин коллекции А. Ф. Лихачёва», который до 1905 года переиздавался четырежды. Поскольку автор являлся художником по образованию, «Указатель» содержал достаточно последовательную информацию о коллекции и пытался систематизировать её материалы. Большая часть коллекции, вероятно, была приобретена во время европейских путешествий и включала преимущественно произведения западноевропейского искусства XVII—XIX веков. Встречались там и другие произведения: античное собрание хотя и включало всего 12 предметов, но содержало уникальный краснофигурный кратер и тарелку; в мире известны всего три аналогичных кратера. Древнеегипетская коллекция была в 1903 году описана Б. А. Тураевым.
Не сохранилось никаких свидетельств того, что А. Ф. Лихачёв как-то пытался распорядиться судьбой своего собрания. После его кончины в 1890 году брат покойного — И. Ф. Лихачёв — заявил городскому голове Казани С. В. Дьяченко, что намерен выкупить у вдовы коллекцию и передать её городу. Первоначально коллекция была оценена в 200 000 руб. серебром, и И. Ф. Лихачёв был готов заплатить такую сумму, но в итоге с согласия вдовы она была приобретена за 30 000 руб. В акте о передаче был помещён следующий список, отражающий собрание:
Монет — 24 611 единиц,
Медалей — 315,
Археологических предметов:
Каменного века — 1508,
Болгарских и билярских — 7032,
Керамики булгарской — 164,
Церковной утвари и икон — 118,
Холодного и огнестрельного оружия — 34,
Предметов из бронзы — 80,
Часов — 10,
Татарских украшений — 628,
Предметов быта чувашей, мордвы и марийцев — 96,
Саксонского фарфора — 71,
Севрского фарфора — 16,
Берлинского фарфора — 15,
Голландского, английского и русского фарфора и фаянса — 294,
Китайских и японских вещей — 426,
Картин — 425.
В общей сложности — 39 920 предметов. Сюда же вошла библиотека А. Ф. Лихачёва — 1470 томов (780 названий) по археологии и нумизматике, она считалась лучшей в Казани. В путеводителе Н. П. Загоскина утверждается, что в коллекции были 461 картина и 2556 гравюр, фотографий и проч.

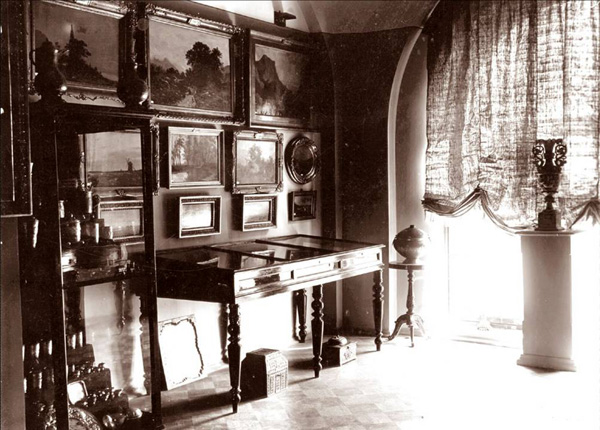
Один из видов коллекции А. Ф. Лихачёва, экспонированной в Казанском городском музее. Фото 1895 года

В 1894 году был открыт Казанский городской музей, по условию И. Ф. Лихачёва коллекция А. Ф. Лихачёва должна была храниться в целостном виде и не смешиваться с другими частями музея. Библиотека оставалась неразобранной до 1915 года. Коллекция занимала пять залов, но была бессистемно экспонирована. В первом зале находились древнегреческие, египетские и восточные коллекции, орудия каменного века, булгарские археологические находки и оружие. Во втором зале экспонировались часы, изделия из фарфора и бронзы, а также мраморные скульптуры. Японские и китайские коллекции были выставлены в третьем зале, а также фаянсовые и каменные изделия из Бухары и Персии. Четвёртый зал был отдан под этнографические материалы по народам Поволжья. В пятом зале разместили серебряные изделия, предметы русского быта, включая вышивки, русский фарфор, эмали, нумизматика и мебель. Картины были развешаны по всем пяти залам без всякого порядка.
В 1918 году Лихачёвский отдел Казанского музея был расформирован, предметы коллекции переданы отделам археологии, истории, этнографии и художественному. Распыление собрания продолжилось в 1930-е годы при создании Государственного музея ТАССР. В 1964 году произошёл новый раздел: вновь созданному Государственному музею изобразительных искусств ТАССР были переданы художественные полотна, а также предметы декоративно-прикладного искусства и этнографические коллекции. Раздел был произведён механически: зачастую парные вещи оказывались представленными в коллекциях двух разных музеев, все предметы распылены по разным отделам и секторам.

## Оценки, историография, память

Мемориальная доска на улице Муштари в Казани. Надписи на татарском и русском языке

При жизни А. Ф. Лихачёв был известен в первую очередь как коллекционер-собиратель и отчасти археолог, но не учёный-теоретик. В первую очередь это было связано с его позицией относительно истории приволжских народов: в науке его времени, представленной в том числе учёными Казанского университета, волжские болгары связывались с дунайскими в рамках общей — славянской — гипотезы их происхождения. Не нашли поддержки и его попытки использовать для обоснования этногенеза волжских болгар археологические данные, поскольку артефакты были лишь иллюстрацией его теорий, но не основой для выводов. Археологические изыскания А. Ф. Лихачёва также воспринимались неоднозначно: при отсутствии полемики, те же проблемы рассматривали другие исследователи, приходившие к несхожим выводам. Интеллектуальная среда Казани для затворника Лихачёва также была не слишком благоприятной: коллекция Андрея Фёдоровича, хотя и была в 1870—1880-х годах «визитной карточкой» научной Казани, по словам К. А. Руденко, вызывала у университетских учёных раздражение. Своё собрание он рассматривал как частное и домашнее, давая доступ к своим материалам лишь избранным, как правило это были маститые учёные, и целью всегда было «поддержание имиджа», по выражению К. А. Руденко. В свою очередь, Казанское общество археологии, истории и этнографии (ОАИЭ) могло в достаточно бесцеремонной форме отказать учёному в работе с материалами своего музея (такой казус произошёл в мае 1887 года).
На заседаниях ОАИЭ А. Ф. Лихачёв выступал в период 1878—1884 годов, причём его доклады и рефераты, как правило, не имели большого резонанса, в «Известиях» Общества была опубликована единственная его работа. Самая существенная дискуссия произошла в октябре — ноябре 1879 года по частному вопросу — были ли среди находок Ананьинского могильника золотые изделия. Как показали современные исследования, Лихачёв в данном вопросе оказался прав; в то же время, все остальные его суждения и гипотезы относительно этого археологического памятника оказались совершенно ошибочными. По оценке К. А. Руденко, Лихачёв в силу особенностей характера и полученного образования не смог стать учёным-гуманитарием (он был неспособен анализировать и систематизировать сообщения древних авторов и увязывать их с данными археологии), а его действительный вклад в науку заключался в том, что он на общероссийском уровне одним из первых продемонстрировал интеллектуальный потенциал провинции в сфере археологии, источниковедения и коллекционирования, наличии вне Москвы и Петербурга людей, способных не только собирать артефакты, но и тщательно и профессионально их изучать.
По мнению К. А. Руденко, в числе причин, вызывавших изоляцию А. Лихачёва в обществе и научной среде, были и сугубо социальные. Дворянин Лихачёв не вписывался в круг профессуры университета и внеуниверситетских членов ОАИЭ, которые были по преимуществу разночинцами. Семья Лихачёвых была известна и в среде русского масонства, дед Андрея Фёдоровича был в 1776 году основателем в Казани Ложи Восходящего Солнца, в которой состояли и его родители. В итоге основные знакомства коллекционером поддерживались по переписке, и все они не были связаны с Казанью.
Один из первых трудов, посвящённых жизни и творчеству А. Ф. Лихачёва, написал В. К. Трутовский в 1898 году; он характеризовался в первую очередь как нумизмат. В начале XX века совет Казанского городского музея обратился к сыну коллекционера — Александру Андреевичу (также члену совета) — с просьбой написать воспоминания об отце. Они были отредактированы и дополнены профессором Н. Ф. Катановым и увидели свет в 1907 году. В этой биографии Лихачёв рассматривался в первую очередь как коллекционер. В 1913 году в Петербурге вышла книга Н. П. Лихачёва — племянника коллекционера — «Генеалогическая история одной помещичьей библиотеки», однако самому А. Ф. Лихачёву там было уделено только несколько строк. В 1914 году сведения о Лихачёве были включены в Русский биографический словарь, статья была основана на материалах В. К. Трутовского.
После революции Лихачёвым заинтересовался историк М. Г. Худяков, работавший в тот период в Казанском музее. В первой научной биографии коллекционера он выделил периоды его жизни, рассмотрел научное наследие. Более работ об А. Ф. Лихачёве не выходило до начала 2000-х годов.
В 1995 году на стене дома А. Ф. Лихачёва (ныне жилой дом на ул. Муштари, 11/43) была открыта мемориальная доска. А. Лихачёв является одним из главных героев в криминальном романе «Аферист Его Высочества» современного писателя Е. Сухова, вышедшем в свет в 2012 году.

## Личность

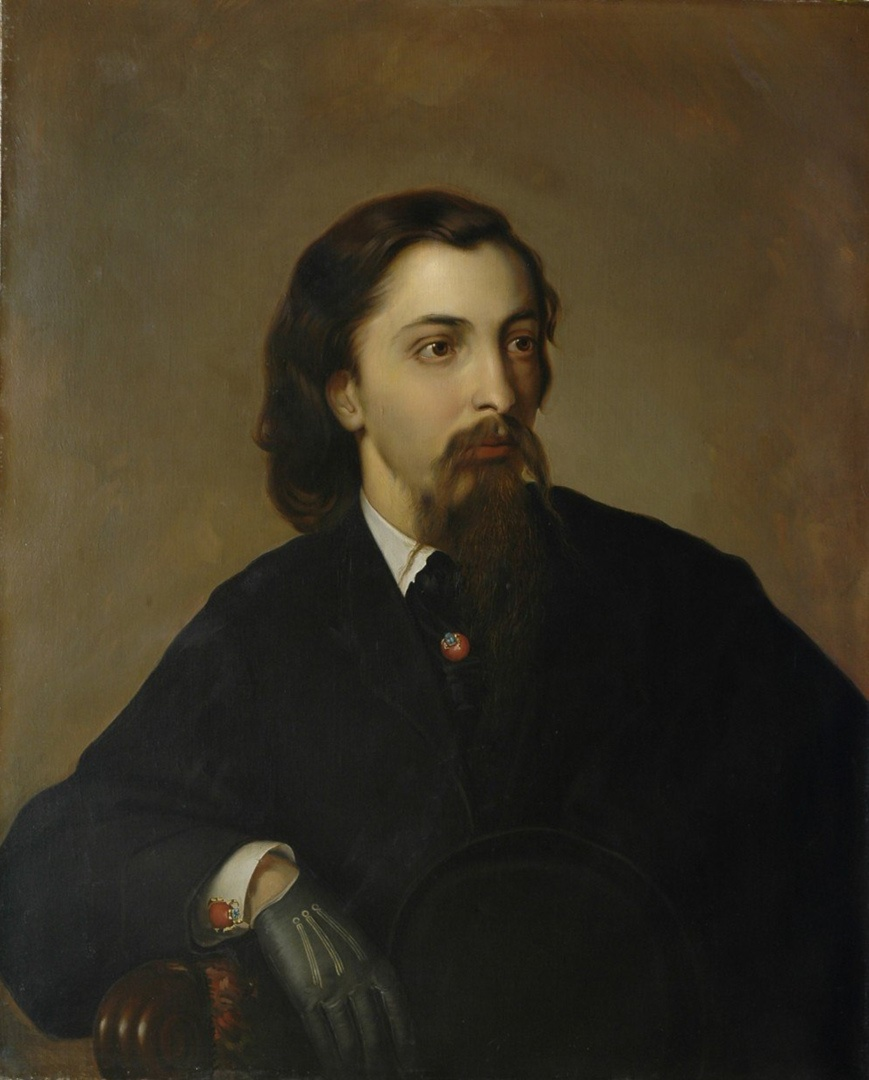
Портрет А. Ф. Лихачёва. Художник А. Е. Семёнов с оригинала П. А. Рёмера. На оригинальном полотне хорошо видны сердоликовые запонки и заколка галстука

А. Ф. Лихачёв унаследовал от обоих родителей приверженность к искусству, пробовал писать стихи, серьёзно занимался живописью и брал уроки у знакомых художников. Его решение уйти со службы и добровольное затворничество вызывали множество кривотолков. Родственница Лихачёва — М. Л. Казем-Бек (урождённая Толстая) — писала в неопубликованных мемуарах:

Это был престранный человек! Чрезвычайно болезненный, женственный, изнеженный, он никуда не выезжал и сидел, как крот, зарывшись в древности, которые собирал, окружённый картинами, статуями и разными произведениями искусств, до которых был большой охотник, и целые дни вышивал в пяльцах шерстями, шелками и бисером. Он любил также драгоценные камни и, благодаря своим большим средствам, украшал себя бриллиантовыми и другими перстнями, запонками и булавками… Андрей Фёдорович, несмотря на свои недостатки и странности, всё-таки был поэт в душе.
Почти всю свою жизнь А. Ф. Лихачёв провёл в уединении, даже после женитьбы. Целыми днями он просиживал у себя в кабинете, по свидетельству сына, пребывая за письменным столом «ежедневно часов до пяти утра и соответственно тому вставал в два дня». Исключение делалось только для обязательных приёмов, но время посещения было ограничено промежутком с 15 до 17 часов. Известен случай, когда Н. П. Загоскин в марте 1882 года так и не смог с ним встретиться по делам Общества археологии, истории и этнографии: А. Ф. Лихачёв не принял его в неурочный час, сославшись на то, что поздно встал. Чрезвычайная боязнь простуды привела к тому, что в 1880-е годы А. Ф. Лихачёв вообще перестал выходить из дома зимой, а летом выезжал исключительно в карете.
Круг знакомых Лихачёва менялся в течение его жизни, формируясь под влиянием занятий и привязанностей. Всю жизнь он поддерживал близкие отношения со старшим братом Иваном и друзьями юности — художниками И. И. Журавлёвым и П. А. Ремером. Он также поддерживал постоянную переписку с востоковедом П. И. Лерхом, архивистом В. К. Трутовским и некоторыми другими.
А. Ф. Лихачёв во многих письмах 1860-х годов характеризовал себя как «дилетанта, провинциального любителя древностей», но со временем всё более и более негативно относился к любительству в любом его проявлении. Современные исследователи склонны соглашаться с этим определением, так К. А. Руденко утверждал, что «…его археолого-исторические работы балансируют на грани науки и дилетантизма, резко диссонируя с нумизматическими исследованиями, выполненными на хорошем профессиональном уровне».

## Труды

### Опубликованные
- Известие о некоторых кладах восточных монет в Казанской губернии // Известия Имп. археолог. общества. — 1868. — Т. VI, отд. 2. — С. 243—246.
- Новый клад Джучидских монет // Там же. — 1872. — Т. VIII. — С. 38—43.
- Бытовые памятники Великой Булгарии // Труды II Археологического съезда. — СПб., 1876. — Вып. 1.
- Описание части клада русских денег XV-го века, открытого в Казанском кремле 4 сентября 1878 г. // Известия Общества археологии, истории и этнографии. — Казань, 1879. — Т. II. — С. 112—120.
- Скифский след на Билярской почве // Известия Общества археологии, истории и этнографии. — Казань, 1885. — Т. V. — С. 1—33.
- Золотой клад из динаров патанских султанов Индии // Записки Вост. Отд. И. Р. А. О. — 1886. — Новая серия. — Т. I, вып. 2. — C. 55—73.
- Чистопольский клад из куфических монет второй половины X в., открытый в 1885 г. // Там же. — Т. II, вып. 1—2. — С. 33—63.
- Новый Болгарский клад 1887 года // Там же. — Т. III, вып. 3. — С. 165—182.
- О находке патанского динара в 1888 г. // Там же. — Т. IV, вып. 1—2. — С. 97—103.
- О некоторых археологических находках в Казанской губернии // Труды VII Археологического съезда в Ярославле в 1887 г. — М., 1890. — С. 109—124.

### Неопубликованные
В рукописи остались следующие труды: «Античные монеты, находимые на почве Волжской Булгарии», «Введение для описания кладов джучидских монет», «Соображения относительно веса джучидских монет» и «Неизданные и мало известные джучидские монеты». Описаны 14 рукописных трудов А. Ф. Лихачёва, посвящённых Волжской Булгарии и археологии каменного века. Все эти труды предполагалось по завещанию И. Ф. Лихачёва опубликовать ещё в XIX веке, но в результате так ничего и не было сделано; в XX веке работы Андрея Лихачёва не переиздавались, за исключением археологического атласа. В биографии Г. Р. Назиповой и С. Ю. Измайловой 2006 года указывалось, что авторы рассчитывали подготовить собрание сочинений А. Ф. Лихачёва и каталог его коллекции. По оценке К. А. Руденко, практически всё его наследие к XXI веку представляет исключительно историографический интерес. Каталог живописи из собрания Лихачёва был опубликован в 2009 году.